# Heliotropium oxapampanum
Heliotropium oxapampanum är en strävbladig växtart som beskrevs av Luebert och Weigend. Heliotropium oxapampanum ingår i Heliotropsläktet som ingår i familjen strävbladiga växter. Inga underarter finns listade i Catalogue of Life.